# Ovce sněžná
Ovce sněžná (Ovis nivicola) je druh divoké ovce endemické pro Sibiř a Ruský Dálný východ. Její nejblíže příbuzné druhy jsou ovce tlustorohá a ovce aljašská žijící v Americe.

## Popis a chování
Dosahuje délky 140 až 160 cm, v kohoutku pak měří okolo 1 metru. Hmotnost se pohybuje od 60 do 120 kg, přičemž samci jsou těžší než samice. Ocas je dlouhý 10 cm. Ovce má šedohnědou srst, s výjimkou srsti v oblasti hýždí. Tmavý pruh, který se táhne od čenichu pod očima až ke krku ostře kontrastuje s jinak světlým čelem. Jejich rohy jsou podstatně lehčí, než u severoamerické ovce tlustorohé. Samci mají až 90 cm dlouhé, zatočené rohy, které u hlavy dosahují obvodu až 38 cm. Samice mají rohy podstatně kratší a tenčí, zakřivené směrem dozadu.
Po 8,5 měsíční březosti rodí samice jedno mládě, které odstaví nejpozději do půl roku. Samci pohlavně dospívají v 5 letech, samice už ve 2. Dožívají se věku asi 9 let.
Ovce sněžné jsou velmi mrštné a tudíž velmi dobře vybavené pro život na strmých skalách. Hierarchie ve stádu je velmi závislá na velikosti rohů jednotlivých samců. Toto uspořádání je povětšinou stabilní a platí i v období rozmnožování. Samec s největšími rohy se páří s nejvíce samicemi. Pokud mají dva samci přibližně stejné rohy, mohou spolu bojovat. Souboje probíhají tak, že se samci proti sobě rozběhnou a srazí se rohy, podobně jako u ovcí tlustorohých.

## Rozšíření
Tento druh se vyskytuje v Rusku, konkrétně na náhorní plošině Putorana, na severu centrální Sibiře, severovýchodně od řeky Leny, na Čukotce a Kamčatce. Nejhojnější jsou na východ od Leny po pohoří Tenkany, na Čukotce a na západním okraji Beringovy úžiny.

## Poddruhy
Nejčastěji jsou rozeznávány 4 poddruhy:
- O. n. borealis
- O. n. kodarensis
- O. n. koriakorum
- O. n. nivicola

Mnozí ruští autoři však rozeznávají poddruhů více.